# Kembangkuning, Lombok Timur
Kembangkuning är en administrativ by i Indonesien.   Den ligger i provinsen Nusa Tenggara Barat, i den sydvästra delen av landet, 1 100 km öster om huvudstaden Jakarta. Kembangkuning ligger på ön Lombok Island.